# Вещественный падеж
Хотталург дожар или Хlуманийн дожар — вещественный падеж (субстантив), одна из разновидностей местного падежа, специфичная для чеченского и ингушского языков, выражает в основном своём значении пребывание, нахождение, а также движение одного объекта внутри другого объекта (например, жидкости). Отвечает на вопросы хьанах? (из кого?), стенах? (из чего?). Падеж также может означать материал, из которого сделан объект, или целое, из которого выделяется часть. Некоторые топонимы также являются застывшими формами вещественного падежа: Сибрех (Сибирь), Гуьржех (Грузия). Кроме того, вещественный падеж выполняет функцию дополнения: Цу стагех со ца теша («Я не верю тому человеку»).
Вещественный падеж в чеченском языках употребляется в трех основных значениях:
1) в пространственном значении;
2) в выделительном значении;
3) в этом падеже ставится любой предмет, о котором идет речь (то есть в изъяснительном значении).
Слова в вещественном падеже соответствуют ответу на вопросы «хьанах?» и «сенах?»/«стенах?». Основным падежным показателем является буква «Х», которая образует окончания (чаккхе) -ах, ех, -х.

## Примеры
- Говр хих елира — Лошадь перешла реку (хи — «вода», слово в вещественном падеже).
- Ломах дукха ризкъа дол — В горах много богатства (лома — «горная местность/горы», слово в вещественном падеже).